# Jonathan Evans (escritor)
Jonathan Duane Evans (n. 1954) es un lingüista e historiador de la literatura estadounidense, especializado en inglés medio y nórdico antiguo y sus respectivas literaturas, así como en la obra del escritor británico J. R. R. Tolkien y en el tratamiento literario del medio ambiente. Es profesor asociado de la asignatura «Lengua y Literatura Medievales» en el Departamento de Inglés de la Universidad de Georgia desde 1984.

## Biografía
Hijo de Joyce Runyon y Jonh W Evans, una familia de profundas creencias cristianas, Jonathan obtuvo el B. A. en el Asbury College en 1976, el M. A. en la Universidad de Indiana en 1978 y un doctorado por el Programa de Estudios Medievales de la misma universidad en 1982.
Su carrera docente empezó en 1983 como profesor universitario visitante de la residencia de estudiantes de la Universidad de Indiana. Además de su puesto de profesor asociado de la asignatura «Lengua y Literatura Medievales» en el Departamento de Inglés de la Universidad de Georgia, que ocupa desde 1984, Evans es profesor visitante asociado en el Programa de Lingüística de la Universidad de Emory desde 2006.
Reside en Athens (Georgia).

## Obra publicada
En 2003 escribe un estudio sobre la diversidad racial, étnica y lingüística de la Tierra Media de J. R. R. Tolkien, publicado en Tolkien the Medievalist como «The Anthropology of Arda: Creation, Theology, and the Race of Men» (ed. Jane Chance, Routledge).
En 2005 escribe un ensayo titulado «'As Rare as They Are Dire': Old Norse Dragons, Jacob Grimm, and the Deutsche Mythologie» fue publicado en The Shadow-Walkers: Jacob Grimm's Mythology of the Monstrous (ed. Tom Shippey, Arizona State University/Brepols).
En 2006 escribe junto con Matthew T. Dickerson el libro Ents, Elves, and Eriador: The Environmental Vision of J. R. R. Tolkien (University Press of Kentucky); un ensayo sobre la visión medioambiental de la obra de Tolkien, interpretada desde una perspectiva cristiana.
En 2007 escribe el ensayo «Wörter, Sachen, und Wahrheit: Philology and the Tree of Language in Tolkien», publicado en Constructing Nations, Reconstructing Myth: Essays in Honour of T. A. Shippey (Ámsterdam: Brepols). 
En 2008 publica Dragons: Myth and Legend (Ivy Press); un estudio y revisión moderna de veinte mitos y leyendas sobre dragones y matadragones de la literatura antigua, clásica y medieval.
Como editor ha publicado el volumen de 1987 de la revista Semiotica (titulado Semiotica Medievalia); y coeditado la publicación anual de la Sociedad Americana de Semiótica en 1982, 1983 y 1986, y en 1986 el libro Semiotics and International Scholarship: Towards a Language of Theory.
También es autor de ensayos y críticas en numerosas obras y colecciones de referencia, entre las que se incluyen:
- The Facts on File Companion to Pre-1600 British Poetry (2008),
- J. R. R. Tolkien Encyclopedia: Scholarship and Critical Assessment (2007),
- J. R. R. Tolkien and His Literary Resonances (2000),
- The Encyclopedia of Medieval Folklore (2000),
- Medieval Scandinavia: An Encyclopedia (1993),
- The Dictionary of Literary Biography (1990), y
- Mythical and Fabulous Creatures: A Sourcebook and Research Guide (1987).

Sus artículos sobre literatura medieval y teoría contemporánea de aprendizaje del lenguaje han aparecido en las revistas:
- Journal of English and Germanic Philology (2000),
- NOWELE: North-Western European Language Evolution (2000),
- Journal of English Linguistics (1999),
- The Simms Review (1999),
- Journal of the Fantastic in the Arts (1998),
- Semiotica (1986 y 1987),
- Poetics Today (1987),
- Style (1986), y
- Journal of Folklore Research (1985).

### Publicaciones en curso
Evans está trabajando en el libro The Grammar of the Medieval World: The Three Estates in Medieval Society, para la editorial Ivy Press (Sussex), y también se encuentran en estado de desarrollo una introducción al inglés antiguo para la serie The Older Languages of Europe, un compendio sobre la narrativa de los dragones y los matadragones nórdicos, una monografía sobre las idiomas escandinavos en la Crónica de Peterborough y un estudio de los motivos místicos de la Edad Media en los himnos pietistas alemanes de los siglos XVII y XVIII.